# Sant Pere Sallavinera
Sant Pere Sallavinera (spanisch Salavinera oder San Pedro Sallavinera) ist eine katalanische Gemeinde (Municipio) mit 158 Einwohnern (Stand: 2024) in der Provinz Barcelona im Nordosten Spaniens. Sie liegt in der Comarca Anoia. Neben dem Hauptort Sant Pere Sallavinera besteht die Gemeinde aus den Ortschaften Boixadors, La Fortesa, La Llavinera und La Querosa.

## Lage
Pujalt liegt etwa 75 Kilometer nordwestlich von Barcelona in einer Höhe von ca. 590 m. Im Gemeindegebiet liegt der Flugplatz Aeródromo de Calef Sallavinera.

## Bevölkerungsentwicklung
| Jahr      | 1970 | 1981 | 1991 | 2001 | 2011 | 2021 |
| Einwohner | 225  | 183  | 185  | 146  | 165  | 159  |

## Sehenswürdigkeiten

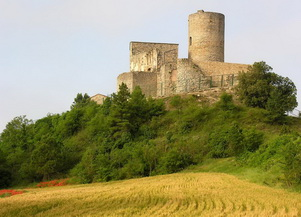
Burganlage von Boixadors
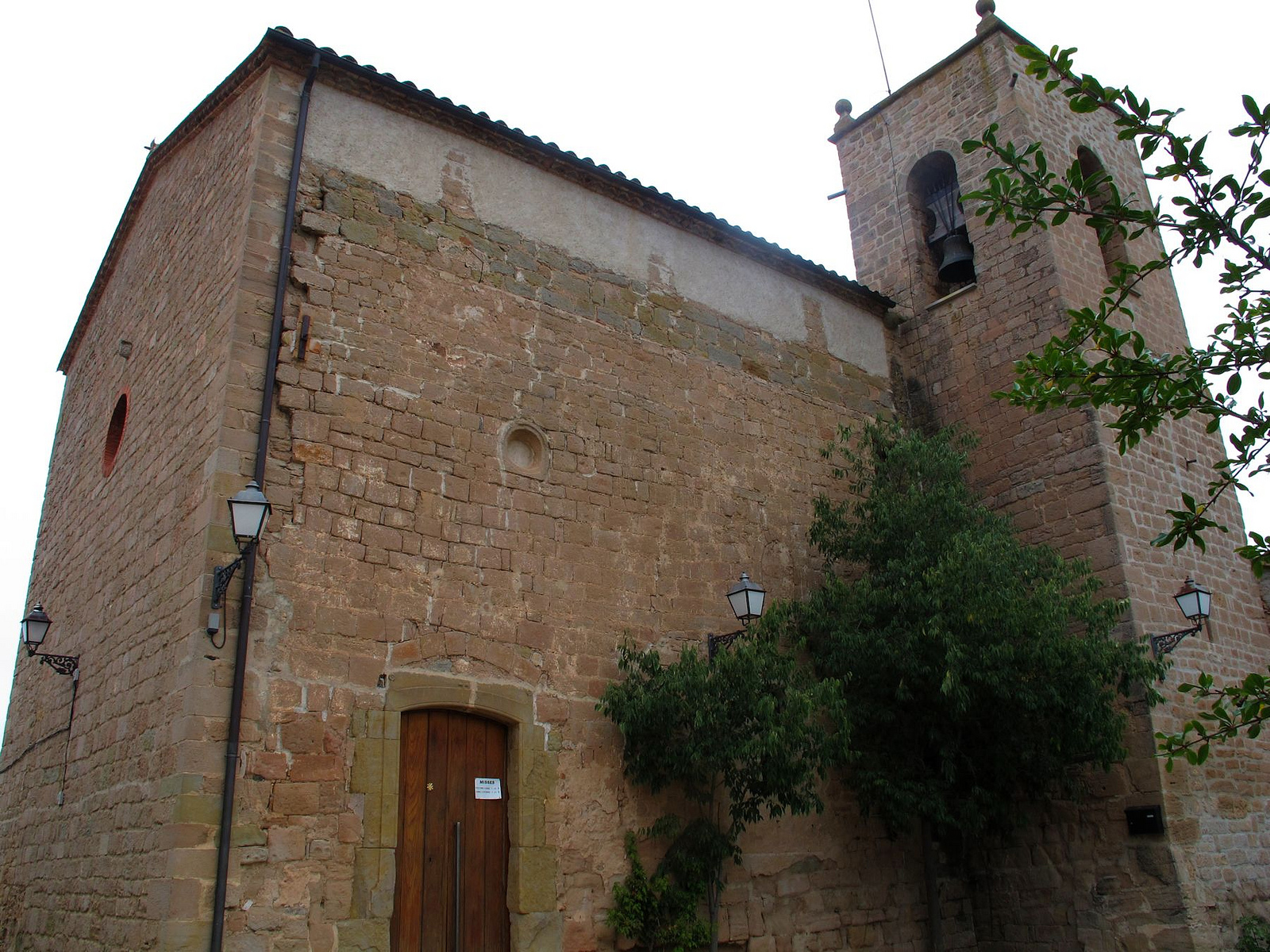
Peterskirche
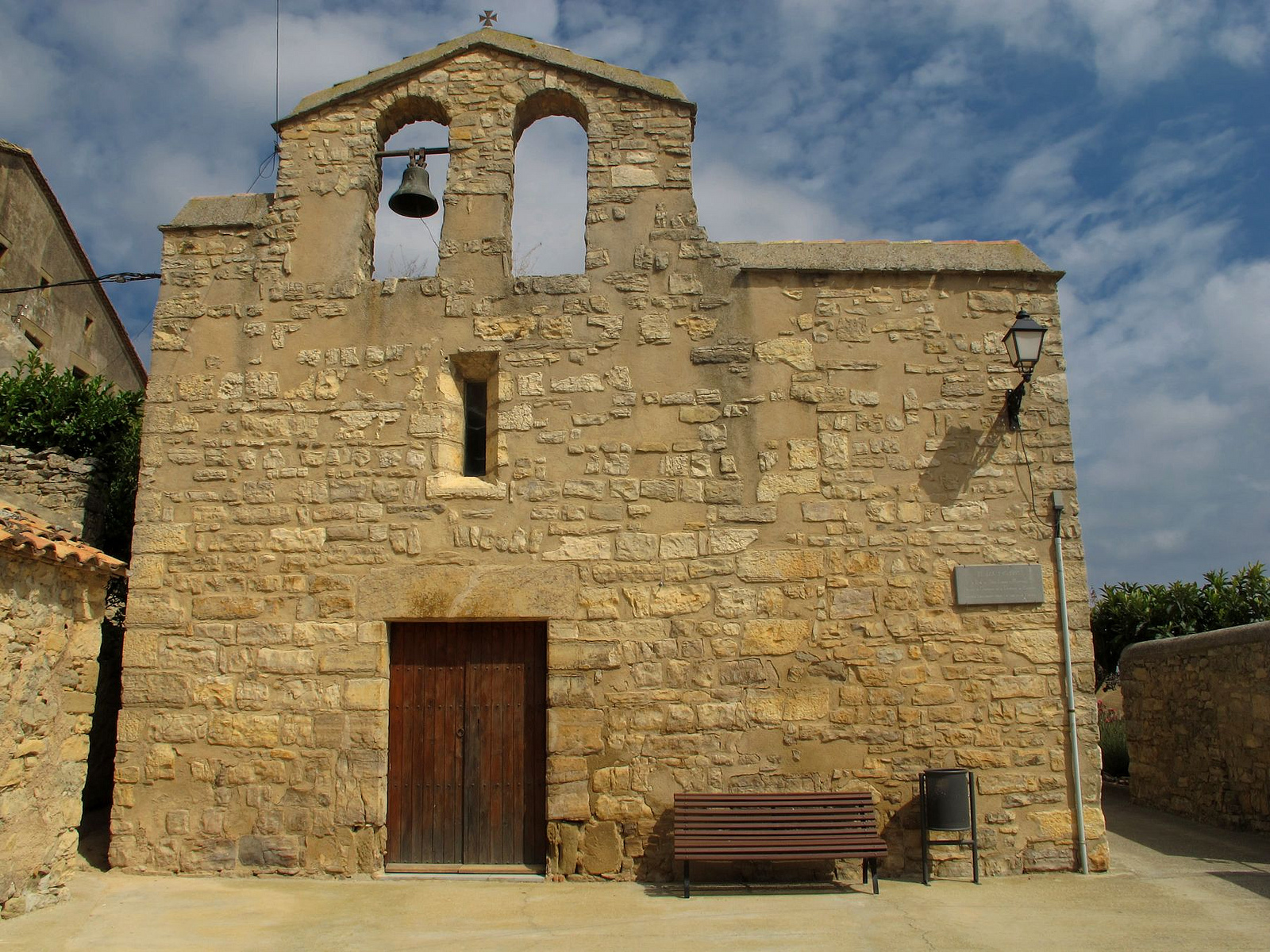
Johanniskirche
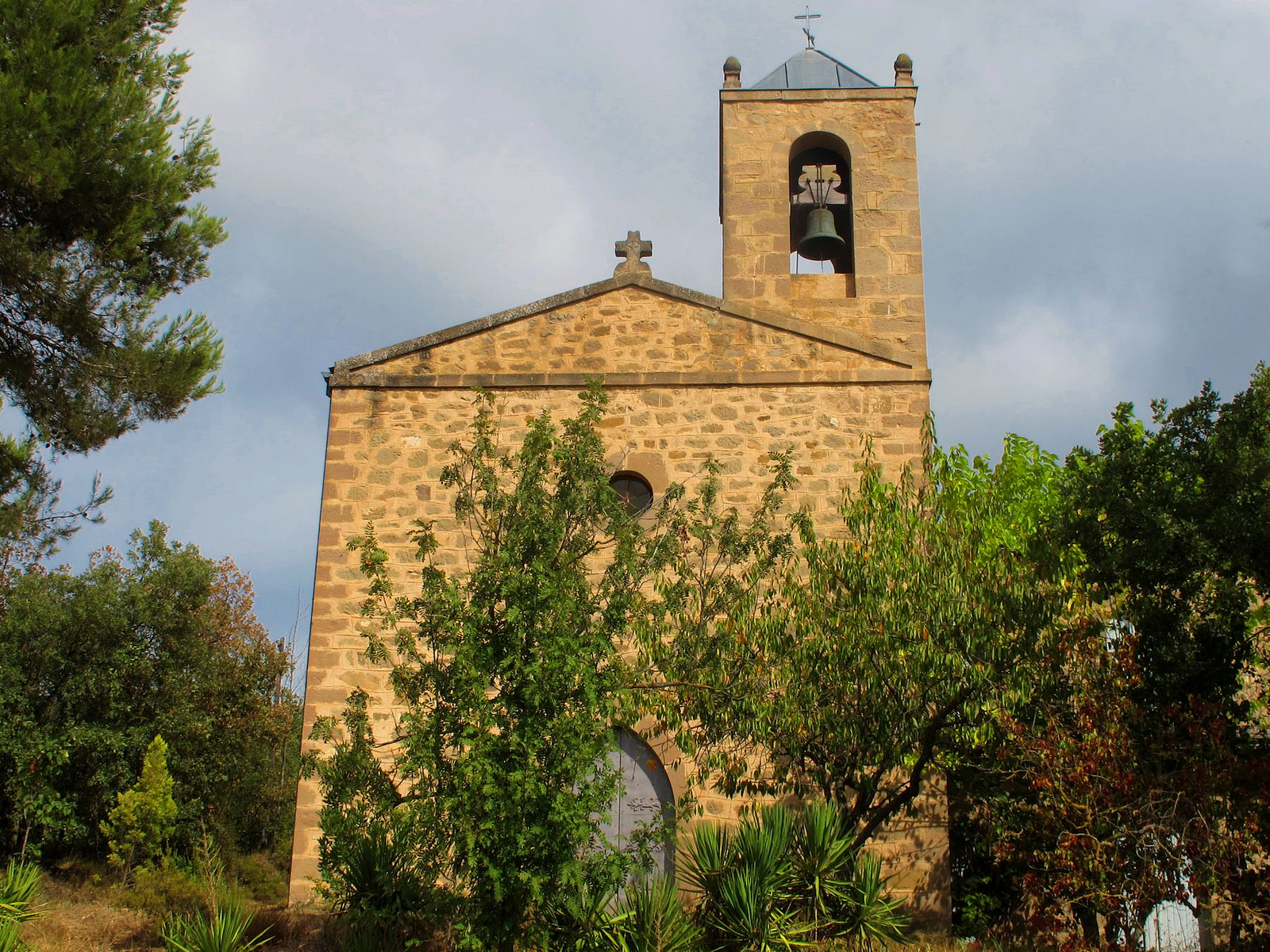
Peterskapelle

- Peterskirche in Sant Pere Sallavinera
- Johanniskirche in La Fortesa
- Peterskapelle in Boixadors
- Georgskapelle in La Llavinera

- Burganlage von Boixadors
- Peterskirche
- Johanniskirche
- Peterskapelle